# Johann Parricida
Johann Parricida (Rokongyilkos János) vagy Sváb János (kb. 1290 – 1313. december 13.) II. Rudolf osztrák herceg fia. 1308-ban meggyilkolta nagybátyját, I. Albert német királyt, mert az megtagadta tőle örökségét. 

## Élete

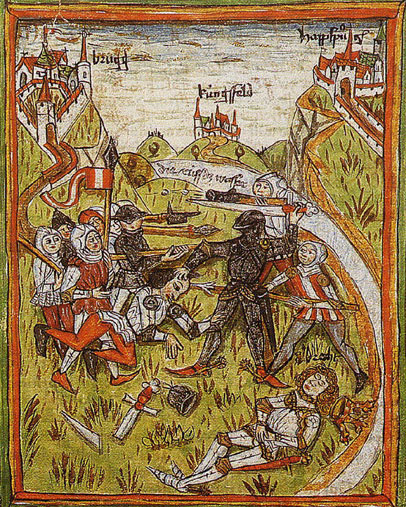
Albert király meggyilkolása (95 uralkodó osztrák krónikája, 14. sz.)

János nem sokkal apja, II. Rudolf herceg (I. Habsburg Rudolf német király fiatalabbik fia) halála előtt vagy után született. Anyja II. Ottokár cseh király lánya, Ágnes volt. Gyerekkorát a cseh udvarban, majd a Habsburgok svábföldi birtokain, Brugg városában töltötte; itt egy 1294-es oklevélen hercegként említik. Apja az 1283-as rheinfeldeni szerződésben (mely szerint a Habsburgok családi birtokainak elaprózódását elkerülendő, minden jelentős címet az elsőszülött örököl) kénytelen volt lemondani bátyja, Albert javára Ausztria és Stájerország hercegségeiről. Bár ezért kompenzációként Elő-Ausztriában kellett volna birtokokat kapnia, erre nem került sor. 
A nagykorúvá vált János követelni kezdte apja elmaradt részét a családi örökségből Albert nagybátyjától, akit időközben, 1298-ban német királlyá választottak. Albert ezt elutasította és amikor 1306-ban megürült a cseh trón, arra saját fiát, Rudolfot ültette, amivel csak fokozta unokaöccse (akit "földnélküli hercegnek" gúnyoltak) elkeseredését. János végül néhány sváb nemessel (Rudolf von Wart, Rudolf von Balm, Walter von Eschenbach és Konrad von Tegerfelden lovagokkal) együtt összeesküvést szőtt nagybátyja meggyilkolására. 
1308. április 30-án Albert családi ünnepséget tartott Winterthurban. Itt minden vendégnek egy-egy virágkoszorút ajándékozott, amit János a nagybátyja arcába vágott, és azt kiabálta hogy túl idős ő már ahhoz, hogy virágokkal etessék, és követeli a jussát. Másnap Albert hazafelé tartva Windisch közelében átkelt a Reuss folyón és eközben némileg elszakadt a kíséretétől. Az összeesküvők kihasználták a kínálkozó alkalmat; János odavágtatott a nagybátyjához és szó nélkül lesújtott rá, kettéhasítva a koponyáját. Ezután társaival együtt elmenekült Albert rátámadó fiai elől. Az Albert utódjául megválasztott Luxemburgi Henrik király birodalmi átok (Reichsacht) alá helyezte Jánost, megtiltva hogy bárki menedéket adjon neki. 
1312-ben Jánosnak az itáliai Pisában ágostonos szerzetesi csuhában sikerült Luxemburgi Henrik elé járulnia és a lábai elé vetve magát kegyelemért könyörgött. A király feloldotta a kiközösítő átkot, János pedig a pisai San Nicola bencés kolostorban talált helyet, ahol a következő évben meghalt és méltó temetésben részesült.
A Habsburg család 1438-ig (II. Albert megválasztásáig) nem volt képes visszaszerezni a német koronát.

## Emlékezete
A királygyilkos János alakja több alkalommal is feltűnik a német irodalomban. Szerepel többek között Friedrich Schiller 1804-es Tell Vilmos c. drámájában; August Gottlieb Meißner Johann von Schwaben drámájában, (1770), Annette von Droste-Hülshoff Der Graf von Thal költeményében (1838); Johann Nepomuk Vogl Der Mönch zu Pisa c. balladájában (1846); és Julius Grosse Johann von Schwaben drámájában (1870).

## Fordítás
Ez a szócikk részben vagy egészben  a   John Parricida című angol Wikipédia-szócikk ezen változatának fordításán alapul.  Az eredeti cikk szerkesztőit annak laptörténete sorolja fel. Ez a jelzés csupán a megfogalmazás eredetét és a szerzői jogokat jelzi, nem szolgál a cikkben szereplő információk forrásmegjelöléseként.